# BG Южного Креста
BG Южного Креста (лат. BG Crucis) — предположительно, двойная звезда  в созвездии Южного Креста. Видна невооружённым глазом как слабая бело-жёлтая звезда с видимой звёздной величиной, колеблющейся около значения 5,49. Двойная  система находится на расстоянии около 1830 световых лет от Солнца, эта оценка получена на основе измерения годичного параллакса, звезда движется с лучевой скоростью −19 км/с.
Видимый компонент является звездой-сверхгигантом, при пульсациях которого происходит смена спектрального класса между F5Ib и G0p. Звезда является классической цефеидой с малой амплитудой и видимой звёздной величиной от 5,34 до 5,58 с периодом пульсации около 3,3428 дней. На диаграмме Герцшпрунга — Рассела зависимости светимости от температуры звезда находится вблизи голубого (более горячего) края полосы нестабильности цефеид. Модели показывают, что зона нестабильности в звезде довольно мала, поэтому в результате неустойчивости не возникают ударные волны.
BG Южного Креста обладает возрастом 64 миллиона лет, её масса составляет от 4 до 6 масс Солнца. В ядре звезды исчерпан запас водорода, её внешние слои расширились до 39 радиусов Солнца. Светимость более чем в тысячу раз превышает светимость Солнца, эффективная температура фотосферы  составляет 6253 K.